# Pfingsthochwasser 1999

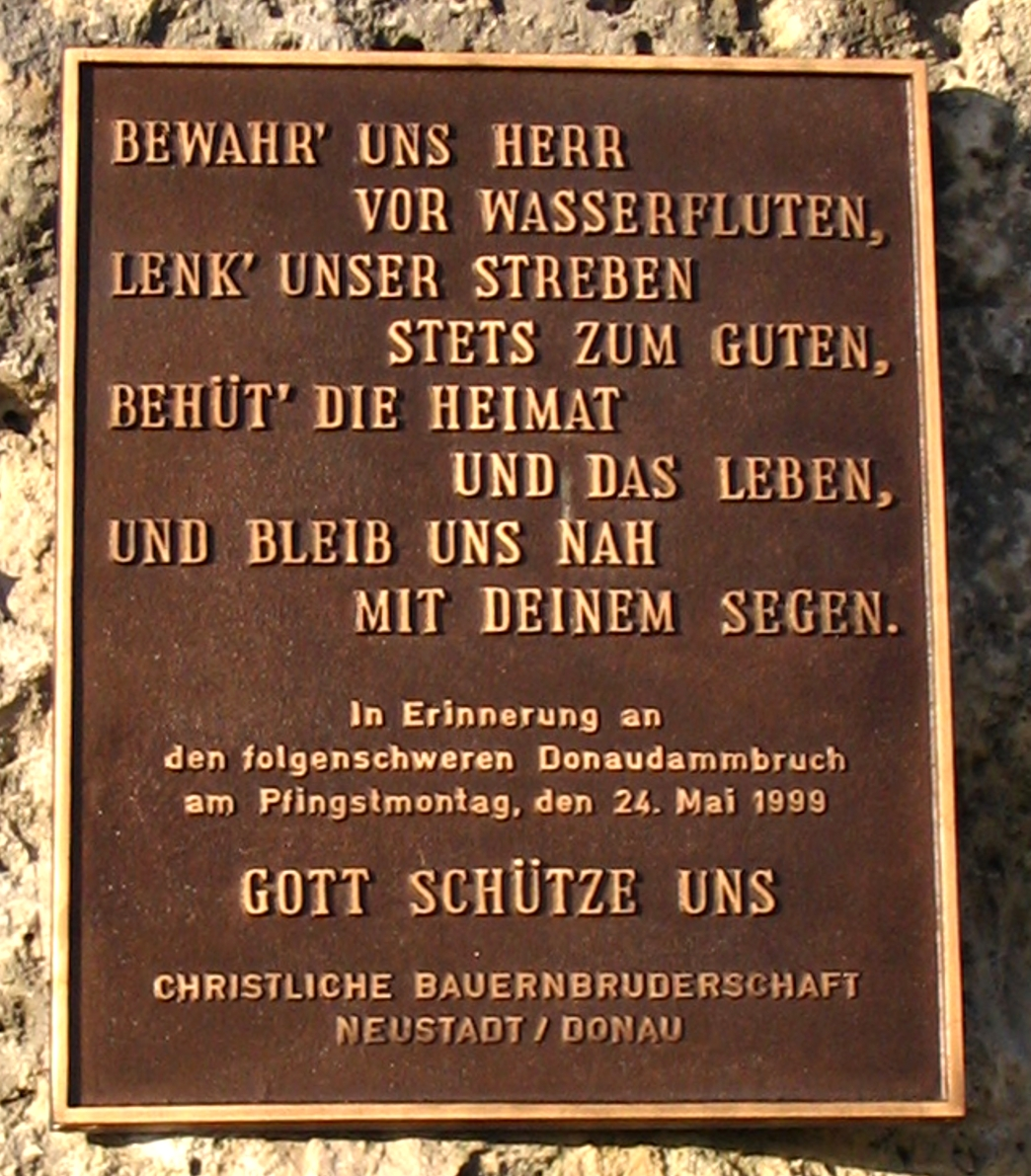
Gedenktafel Neustadt an der Donau

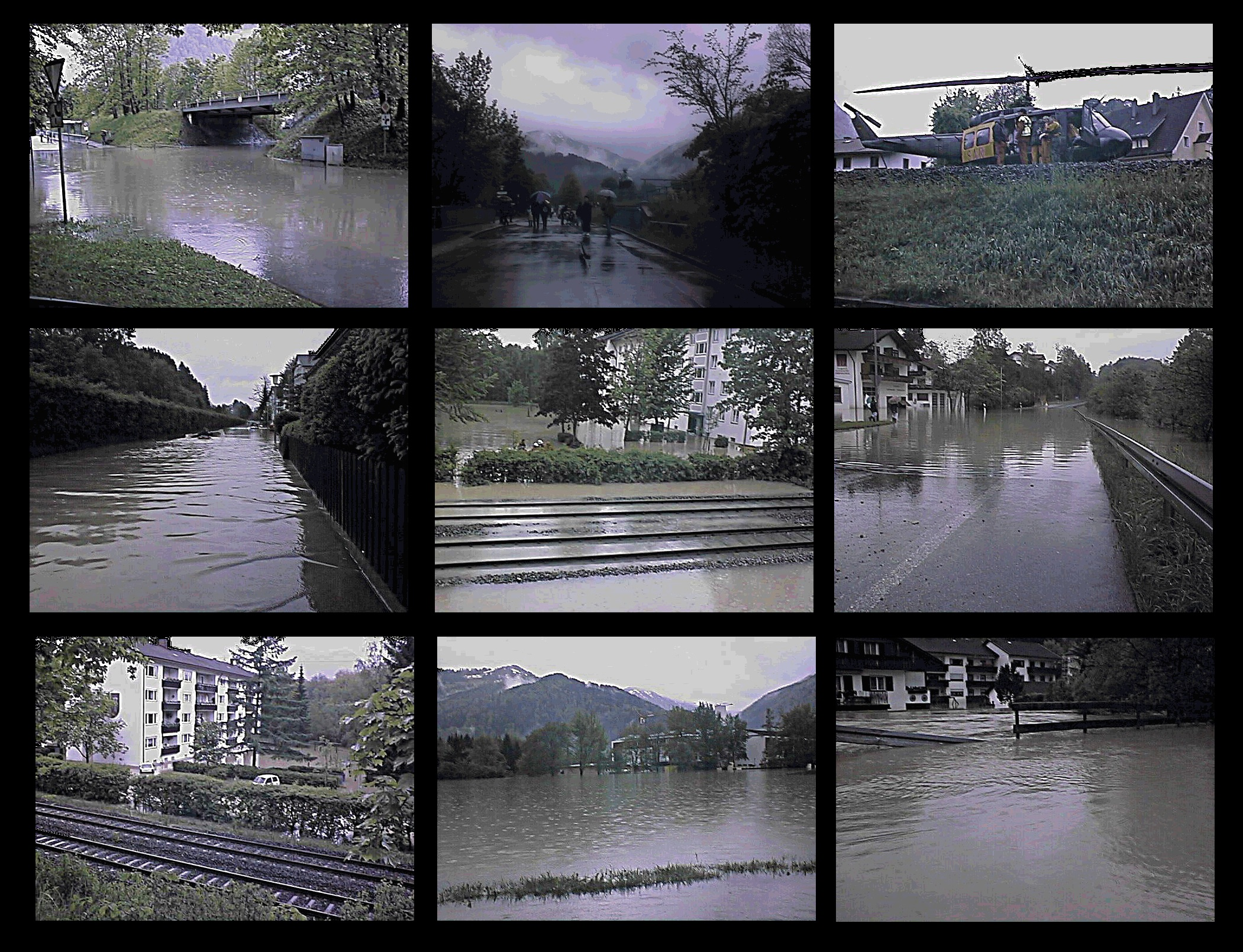
Immenstadt im Landkreis Oberallgäu

Das Pfingsthochwasser war ein Jahrhunderthochwasser an Pfingsten im Jahre 1999 in Baden-Württemberg, Bayern, Vorarlberg, Tirol und der Schweiz.
Durch das Zusammentreffen von großen Niederschlägen, die durch eine Nordweststaulage bedingt waren, mit der Schneeschmelze kam es 1999 im Bereich Isar, Amper, Ammer, Wertach, Lech, Iller, Vils, Inn und Donau zu massivem Hochwasser.
Im Lawinenwinter 1999 kam es zu überdurchschnittlich starken Niederschlägen. Am 22. Mai traf das Tief Quartus auf durch die Schneeschmelze bereits bestehende kleine Hochwasser und verursachte mit Niederschlägen von bis zu 180 Litern pro Quadratmeter das Pfingsthochwasser im Bereich des Ammersees und der Flüsse Amper und Isar. Betroffen waren auch Gebiete im Landkreis Oberallgäu durch Hochwasser der Iller und die bayerischen Flussgebiete des Lechs, der Vils, der Wertach und der Isar sowie der Donau. Der Abfluss der Isar konnte durch den Sylvensteinspeicher deutlich vermindert werden und so erreichte der Scheitelabfluss in Bad Tölz nicht den hundertjährlichen Hochwasserscheitel. An der Iller in Sonthofen und Kempten, an der Ammer bei Oberammergau und in Weilheim und an der Loisach bei Garmisch wurden die hundertjährlichen Scheitel jeweils deutlich überschritten. In Neu-Ulm lief das Wasser vom neu eröffneten Freizeitbad Atlantis (später Donaubad), die Schützenstraße entlang in die Innenstadt und wurde erst vor der Johannisstraße durch einen Sandsackwall gestoppt. Sonthofen war am 22. Mai 1999, als um 12:00 Uhr der Scheitel erreicht wurde, von der Außenwelt abgeschnitten; alle Zufahrtsstraßen waren überflutet.
In Augsburg verursachte die überlaufende Wertach große Schäden und der Lech führte zeitweise über 1500 Kubikmeter Wasser pro Sekunde.
Die Donau erreichte bei Neustadt einen neuen Höchststand. Der Damm wurde überschwemmt, weichte auf und brach, als er dem Wasser nicht mehr standhalten konnte. Weite Teile der 12.000 Einwohner zählenden Stadt Neustadt wurden überflutet. Auch die vom gebrochenen Dammstück aus donauabwärts gelegene Kreisstadt Kelheim war von der Flut betroffen.
Die größten Niederschlagsmengen fielen in Bad Hindelang-Hinterstein. Sie hatten eine Jährlichkeit von mehr als 250 Jahren.
Später wurden beim Alpenhochwasser am 23. und 24. August 2005 die beim Pfingsthochwasser erreichten Pegel vielerorts überschritten.

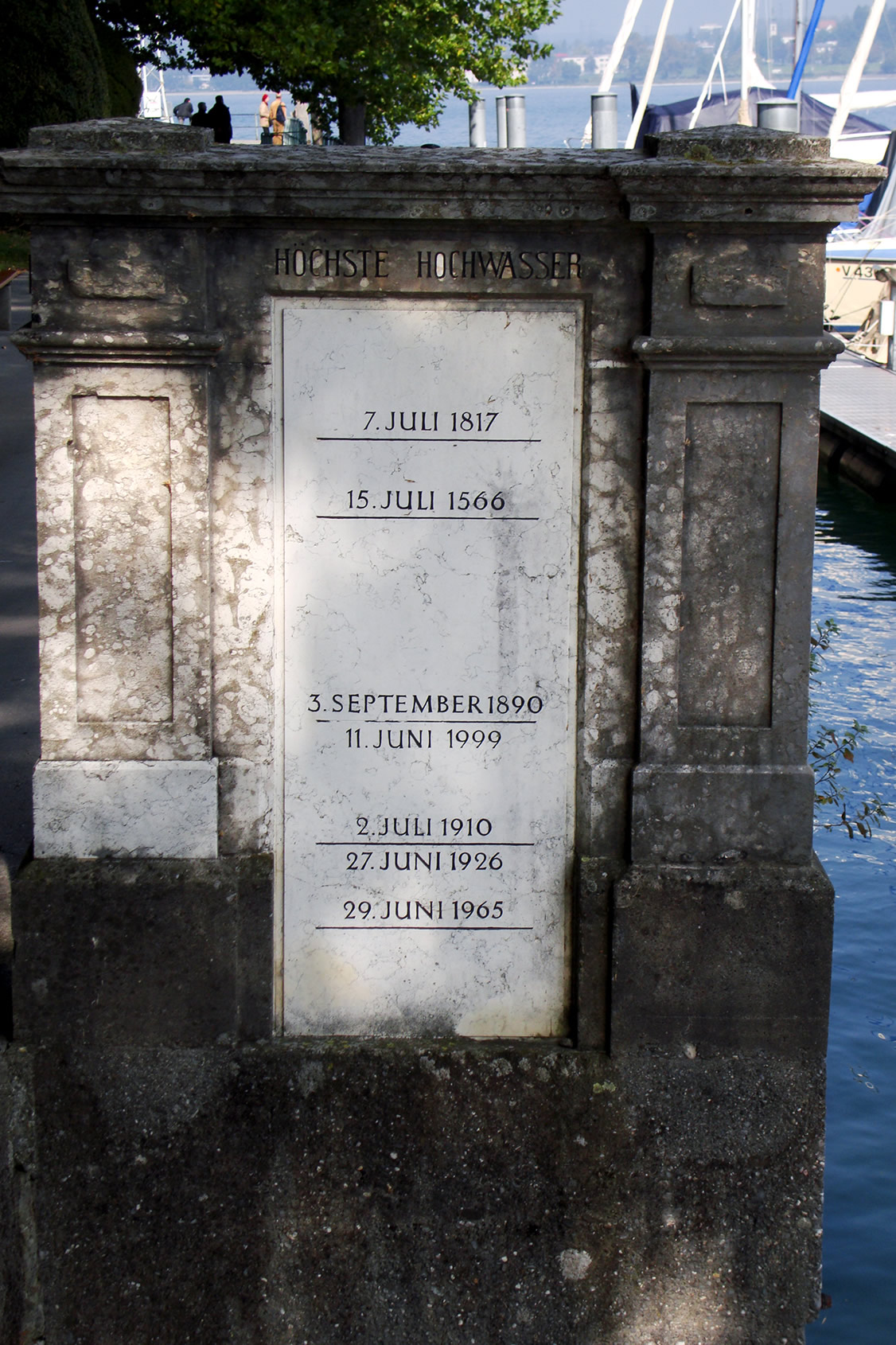
Hochwassermarken in Bregenz

In Vorarlberg überflutete der Rhein einige flussnahe Gebiete. Der Pegel des Bodensees stieg vom 21. auf den 22. Mai 1999 binnen 24 Stunden um rund 45 Zentimeter. Insgesamt wurden 33 Quadratkilometer rund um den Bodensee überschwemmt, rund 20 davon am Obersee und 13 Quadratkilometer am Untersee. Daraus wurden Lehren für den Hochwasserschutz gezogen.
In Tirol wurde der kleine Ort Pflach überschwemmt, der drei Kilometer nördlich von Reutte am Lech liegt.

## Schweiz: Auffahrts- und Pfingsthochwasser 1999
In der Schweiz beliefen sich die Schäden der Auffahrts- und Pfingsthochwasser 1999 auf rund 580 Mio. Schweizer Franken. Durch das Hochwasser der Bünz ist ein Auengebiet von nationaler Bedeutung entstanden.